# Улугмузтаг
Улугму́зтаг (кит. 木孜塔格山) — высшая точка центральной части горной системы Куньлунь в Китае, расположенная на границе Синьцзян-Уйгурского АР и Тибетского АР. Высота горы по данным российских и советских источников — 7723 м, согласно некоторым более поздним источникам — 6973 м. Относительная высота — 1943 м.
Первое восхождение на гору состоялось в 1985 году, в ходе экспедиции китайских и американских альпинистов.
Название означает «великая ледяная гора» и происходит из уйгурского: «улуқ» — великий, «муз» — лёд, «тағ» — гора.